# 이창호 (1943년)
이창호(李昌浩, 1943년 4월 15일 ~ 2018년 10월 24일)는 대한민국의 아나운서 출신 前 정치가다.

## 생애
경기도 광주시에서 출생하였으며, 서울특별시에서 성장하였으며, 1968년 KBS에 입사하면서 아나운서로 방송 생활을 시작하였으며, 2000년 12월 KBS를 명예퇴직하였다. 2018년 10월 24일에 지병으로 인해 향년 75세를 일기로 별세했다.

## 학력
- 서울대학교 언어학 학사

## 출연작

### 시사교양
- 1985년 ~ 1992년: KBS 2TV 행운의 스튜디오
- 1990년 ~ 1992년: KBS 2TV 무엇이든 물어보세요
- 1997년 ~ 1998년: KBS 2TV 무엇이든 물어보세요
- 1998년 ~ 2003년: KBS 1TV 무엇이든 물어보세요
- 1999년 ~ 2000년: KBS 2TV TV쇼 진품명품
- 2000년 ~ 2004년: KBS 1TV TV쇼 진품명품
- KBS 1988년 서울 올림픽 중계방송(테니스,탁구,레슬링,볼링,체조)

## 경력
- KBS 아나운서실 실장
- KBS 아나운서 차장,부장
- KBS 아나운서실 위원
- KBS 아나운서
- KBS 아나운서실 방송위원
- 2000년 12월 - KBS 명예퇴직
- 2006년 2월 ~ 2006년 9월 - 국민중심당 전임고문

## 가족 관계
- 배우자 : 신정원
  - 슬하 : 이주현, 이정훈, 이경
    - 손자 : 이재율 (1994년 4월 22일 ~ ) - KBS 공채 개그맨 32기